# Saxifraga pickeringii
Espèce
Saxifraga pickeringii est une espèce de plante de la famille des Saxifragaceae. Elle est endémique de Madère.
Cette espèce est désormais considérée comme une sous-espèce de Saxifraga maderensis.

## Synonymes
- Saxifraga maderensis var. pickeringii (Simon) D. A. Webb & Press

## Description
Saxifraga pickeringii a des tiges rougeâtres, ce qui la différencie de Saxifraga maderensis.

## Répartition
Rochers d'altitude à Madère.